# Фасолино, Николас
Николас Фасолино (исп. Nicolás Fasolino; 3 января 1887, Буэнос-Айрес, Аргентина — 13 августа 1969, Санта-Фе, Аргентина) — аргентинский кардинал. Епископ Санта-Фе с 20 октября 1932 по 20 апреля 1934. Архиепископ Санта-Фе с 20 апреля 1934 по 13 августа 1969. Кардинал-священник с 26 июня 1967, с титулом церкви Беата-Мария-Верджине-Аддолората-а-пьяцца-Буэнос-Айрес с 29 июня 1967.